# Gaston Geens
Gaston Constant Stefaan Antoon Geens (Kersbeek-Miskom, 10 giugno 1931 – Winksele, 5 giugno 2002) è stato un politico belga fiammingo, Ministro presidente delle Fiandre dal 1981 al 1992 e più volte ministro.

## Biografia

### Formazione
Dopo aver frequentato la scuola, ha studiato giurisprudenza ed economia presso la Katholieke Universiteit Leuven e ha completato gli studi con un dottorato iur. e una licenza in economia. Nel 1954 divenne membro dell'organizzazione giovanile dei Cristiano-Democratici e Fiamminghi (CD&V). Nel 1961 è stato prima vicedirettore e poi direttore del servizio di studio affiliato del partito CEPESS, insieme con Frank Swaelen e Leo Tindemans in quel momento, un think tank del CD&V.

### Attività politica
La sua carriera politica vera e propria è iniziata nel mese di ottobre del 1970 con l'elezione a membro del consiglio comunale di Winksele sulla lista elettorale "Winksele Toekomst" (Winkseler futuro).
Dopo essere stato nel 1972 membro del consiglio del CD&V, è stato prima nominato nell'aprile 1974 dal primo ministro Leo Tindemans come Segretario di Stato al bilancio e alle Scienze del suo governo. Nel 1976 divenne ministro del bilancio.
Dopo la fusione dei comuni di Veltem-Beisem, Winksele Herent e al comune Herent il 1º gennaio 1977 è stato per breve tempo un membro del consiglio comunale di Herent.
Come parte di un rimpasto del governo Tindemans nel 1977 è stato nominato ministro delle finanze del governo. Ha mantenuto l'incarico sotto Paul Vanden Boeynants e Wilfried Martens nel 1980. A quel tempo, Il primo ministro Herman Van Rompuy è stato suo consigliere. Nello stesso tempo, nel 1980 ha ricoperto la carica di ministro del bilancio.
Il 22 dicembre 1981 è diventato il primo ministro presidente delle Fiandre, succeduto nella carica successivamente da Luc Van den Brande il 21 febbraio 1992, ha ricoperto questa carica per più di dieci anni. Durante il suo mandato, nel 1981-1988 è stato Ministro dell'economia e delle opportunità di lavoro. Successivamente è stato dal 1988 al 1992 Ministro fiammingo delle finanze e del bilancio.
Per i suoi meriti politici è stato insignito del titolo onorifico di Ministro di Stato, Il 17 luglio 1998.

### Morte
Gaston Geens aveva settanta anni quando morì a casa a causa di un arresto cardiaco.
In data 30 maggio 2009, ad Aarschot è stato presentato un monumento a Gaston Geens, con Herman Van Rompuy, l'allora primo ministro del Belgio, che tenne il discorso cerimoniale.